# Tramwaje w Santos

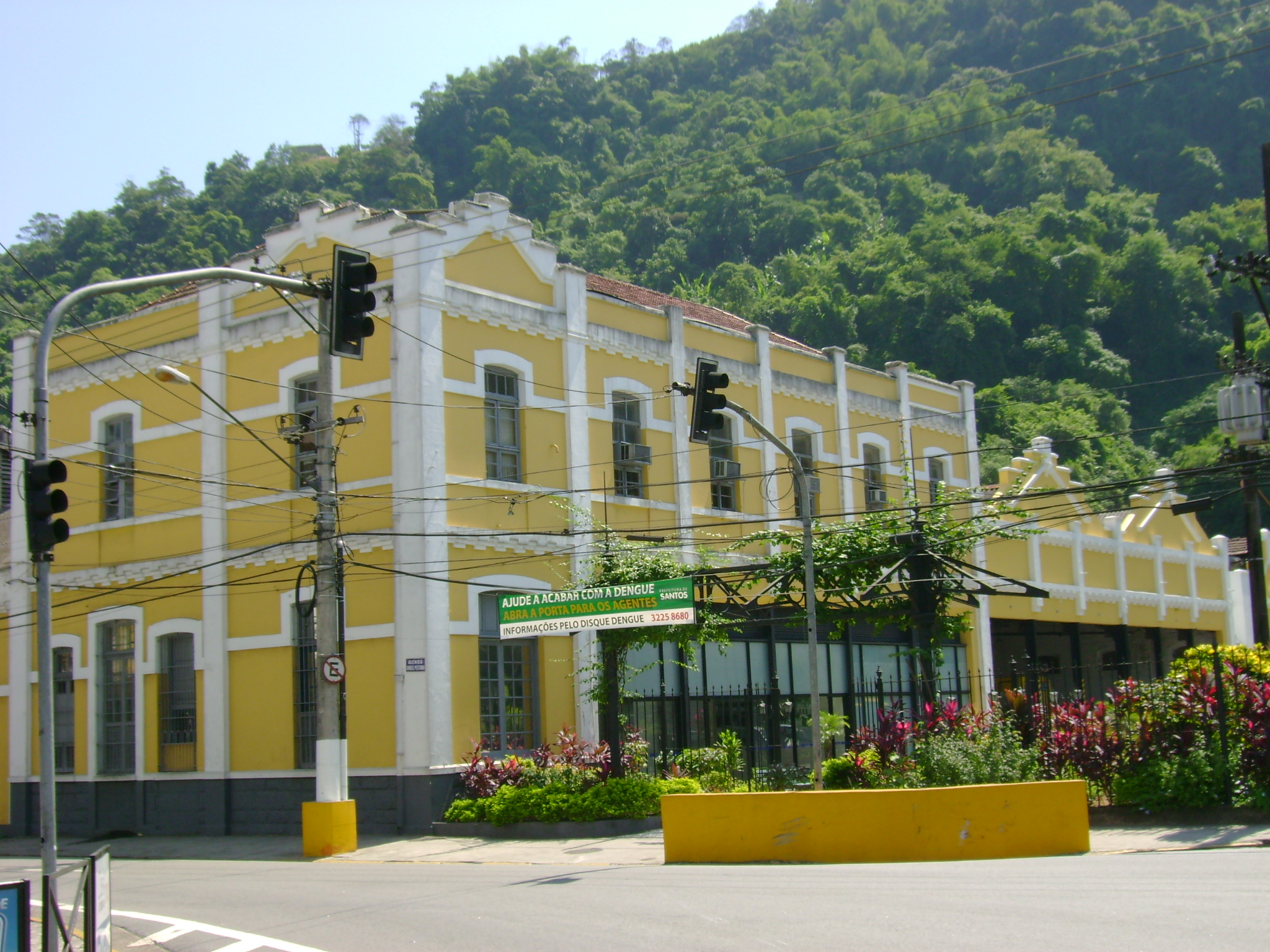
Zajezdnia tramwajowa

Tramwaje w Santos − system komunikacji tramwajowej działający w brazylijskim mieście Santos.

## Historia

### 1871−1971
Pierwsze tramwaje na ulice miasta wyjechały w latach 70. XIX w. Jako pierwsze wyjechały tramwaje konne wybudowane przez spółkę Companhia Melhoramentos da Cidade de Santos 8 października 1871. Rozstaw szyn na linii łączącej dworzec kolejowy z plażą wynosił 800 mm. Drugą linię tramwaju konnego wybudowało miasto São Vicente. Linia o rozstawie szyn wynoszący 1350 mm połączyła São Vicente z Santos. W 1897 oba systemy posiadały łącznie 83 pasażerskich wagonów, 78 wagonów towarowych i 573 mułów. W 1901 tramwaje przejęła spółka Empresa Ferro-Carril Santista, która podjęła pierwsze kroki w celu elektryfikacji sieci oraz zamówiła 20 tramwajów elektrycznych. Z powodu problemów finansowych projekt zarzucono. Tramwaje w 1903 przekazano do São Paulo. W 1907 budowę sieci tramwajów elektrycznych rozpoczęła spółka City of Santos Improvements Company. Do obsługi sieci 3 sierpnia 1908 zakupiono 18 tramwajów w firmie Hurst Nelson Company w Motherwell. Pierwszą linię tramwaju elektrycznego na trasie Santos do São Vicente przez José Menino otwarto 28 kwietnia 1909. Miesiąc później otwarto zelektryfikowaną linię do São Vicente przez Matadouro. Ostatnie tramwaje ciągnięte przez muły zjechały do zajezdni 3 maja 1912. Od 1919 spółka zaczęła budować tramwaje we własnym zakresie. W 1933 i 1935 zbudowano we własnych warsztatach dwa sześcioosiowe, przegubowe tramwaje. Wagonom nadano nr 300 i 302. W 1945 w mieście było 86 km tras, po których jeździło 139 silnikowych wagonów pasażerskich, 80 wagonów pasażerskich doczepnych i 53 wagony towarowe. Ostatnie tramwaje w Santos zlikwidowano 28 lutego 1971. Po likwidacji sieci wagony o nr 40 i 46 zachowano w zajezdni Vila Matias. Tramwaje elektryczne kursowały po torach o rozstawie szyn wynoszącym 1350 mm. 

### Po 1971
W 1984 wykopano około 900 m odcinek torów na Avenida Bartolomeu de Gusmão wzdłuż Embaré Beach. Otwarcie linii nastąpiło 10 czerwca. Do obsługi linii skierowano zachowany wagon o nr 46. Jednak ze względu na znaczną odległość pomiędzy linią a zajezdnią i wynikające z tego problemy z naprawami linię tę zamknięto w październiku 1986. 
Pod koniec XX w. władze miasta zachowały fragment torowiska w starej części portu. Trasę o długości 1,7 km uruchomiono 23 września 2000. Do obsługi linii wyremontowano wagon o nr 32. W 2002 do obsługi linii skierowano kolejny wagon o nr 40. W 2006 pozyskano trzy tramwaje Brill z Porto. Przed włączeniem do eksploatacji wagony dostosowano do szerokości toru wynoszącej 1350 mm. W 2009 z Turynu sprowadzono jeden czteroosiowy tramwaj (nr 3265) i jeden przegubowy, sześcioosiowy wagon o nr 2840. W 2009 otwarto dwa nowe odcinki linii:
- 28 kwietnia 2009: Praça Mauá − Valongo − Outeiro de S. C.
- 11 grudnia 2009: Praça Mauá −  Funicular − Valongo − Outeiro de S. C.

Łącznie sieć tramwajowa liczy 4,9 km długości. We wrześniu 2010 na linię po raz pierwszy wyjechał wagon o nr 3265

## Projekt
Obecnie w planach jest budowa 15 km sieci tramwajowej, na którą będą składały się dwie linie:
- Barreiros − Porto o długości 11 km
- Conselheiro Nébias − Valongo o długości 4 km

Koszt budowy sieci ma wynieść 855 mln reali brazylijskich. Do obsługi sieci zaplanowano zakup 22 tramwajów. W przetargu wygrała firma CAF, oferując tramwaje za 248,7 mln reali. Oprócz CAF do przetargu wystartowały także: Tremvia Santos (konsorcjum złożone z Trans Sistemas de Transportes i Vossloh España), Pesa i Alstom.